# トラヴィス・メイウェザー
トラヴィス･メイウェザー(Travis Mayweather)はアメリカのSFテレビドラマ『スタートレック:エンタープライズ』に登場する架空の人物。年齢：20代中半～30代中半、地球人男性、地球初のワープ5宇宙船エンタープライズ(NX-01)の主操舵士、階級は少尉。演じたのはアンソニー・モンゴメリー(Anthony Montgomery)。日本語版の吹き替えは浜田賢二。

## 経歴
彼は貨物船の中で育った、彼のような環境にいる地球人を、宇宙船での生活が無い人々からは「宇宙ブーム世代」と言われている。
彼は宇宙で育った為に、地球の殆どのタイプの宇宙船に乗った経験がある。子供時代、彼はトゥリリウス・プライムとドレイラックス、及び二つあるテネビアの月の両方を含むいくつかの惑星や衛星を訪れている。

参考資料:第1・2話 "Broken Bow" 「夢への旅立ち」より
子供のとき、彼はテラ・ノヴァコロニーの謎に非常に興味があった事を語っている。

第6話 "Terra Nova" 「植民星テラ・ノヴァの謎」より
貨物船ECSホライズンでの彼の青年時代に、メイウェザーは貨物コンテナの中に自分を閉じ込めてしまい、彼はこの恥ずかしい事件を長い間忘れていなかった。

参考資料:第46話 "Horizon" 「兄弟の地平」より
アーチャーが彗星に降り立つ前は、2回しか雪を見たことがない事を語っている。彼とマルコムは彗星を歩いた最初の人間で、彗星の軌道がズレた為に彼らは座礁した。ヴァルカンからの救出をためらうアーチャー船長をトゥポルが説得すると、スラク級ヴァルカン宇宙船ティムールのトラクター・ビーム技術を用いて彼らを救助した。

参考資料:第8話"Breaking the Ice"「彗星は去り行くとも」より 
2126年にドレイラックス・ヴェガ・コロニー間航路の中間点を航行していた貨物船ECSホライズンの中で誕生。

2128年から、両親は貨物船暮らしをしている。

参考資料:第3話 "Fight or Flight" 「死のファースト・コンタクト」より
2142年、貨物船ECSホライズンはデルタ人の一団と遭遇している。

参考資料:第93話 "Bound" 「誘惑の甘い罠」より
2151年4月に操舵手としてエンタープライズに配属。

参考資料:第1・2話 "Broken Bow" 「夢への旅立ち」より

## 性格
彼は、宇宙船で生まれた環境のおかげで、年齢の割には宇宙での経験が豊富だ。これも生まれた環境が人格構成に影響されているのか、異文化に対し柔軟な考えをもっている。宇宙艦隊士官としての誇りも高い。

地球のような環境より、ワープエンジンの音がする、宇宙船の方が彼には落ち着く場所でもある。

ミンシャラ・クラスの星に降り、探査をしている時に「僕は住めないなあ。僕の家にはワープエンジンがついてないと。」と発言している。

彼は陽気で茶目っ気な性格の一面もある、トリップ達に幽霊話を聞かせている。

参考資料:第4話 "Strange New World" 「風が呼んだエイリアン」
- 補足説明

ミンシャラ・クラス(Minshara Class)＝後の時代ではアルファベットによる分類で「Mクラス (Class-M)」と呼ばれる。ヒューマノイドが居住するのに適した星を言う。
彼のリラックスできるお気に入りの場所のひとつは、彼が「船のスイート・スポット」と呼ぶ場所、彼はそこで本を読んでいる。付き合いは悪くは無いが、自分だけの時間を好む傾向にある。

宇宙船の操縦を学んでいた頃、メイウェザーはチャック・イェーガーを模倣することで緊張した操縦状況による恐怖に打ち勝った経験がある。

参考資料:第96話 "Demons" 「テラ・プライム(前編)」より

## 趣味
読書
ロッククライミングが好きだが「楽園での出来事」の回では怪我をしている。

参考資料:第25話"Two Days and Two Nights"「楽園での出来事」より

## 家族
父親の名前は不明、父親は彼がエンタープライズの任務中に病死した事をアーチャー船長より告げられている。宇宙艦隊に入隊する為に、トラヴィスの家でもある、貨物船ECSホライズンに父親を残すことに若干の罪の意識を持っている。トラヴィスの父親は彼に貨物船ECSホライズンの跡を継ぐことに期待したが、息子の夢をかなえる為に父親はアーチャー船長に対して「息子をエンタープライズの操舵士に選ばない船長は馬鹿だ」と推薦状に書いていた事をトラヴィスに伝える。

母親の名前は「リアナ・メイウェザー」貨物船ECSホライズンで弟と暮らしている。

弟の名前は「ポール･メイウェザー」父親の跡を継ぎ、貨物船ECSホライズンの船長をしている。（貨物船ECSホライズンとは、ドレイラックスとヴェガ・コロニーを往復する貨物船）

参考資料:第46話 "Horizon" 「兄弟の地平」より
他に妹がいる。妹の名前は不明、妹には夫がいる設定になっている。

参考資料:第10話 "Fortunate Son" 「復讐の連鎖」より

## エピソード
トラヴィス・メイウェザーが活躍するエピソード。
- 第1・2話 "Broken Bow"「夢への旅立ち」
- 第8話"Breaking the Ice"「彗星は去り行くとも」
- 第10話 "Fortunate Son"「復讐の連鎖」
- 第30話"Dead Stop"「謎の自律浮遊基地」
- 第46話 "Horizon"「兄弟の地平」
- 第96話 "Demons"「テラ・プライム(前編)」